# San Vito Romano
San Vito Romano (Santuitu in dialetto sanvitese) è un comune italiano di 3 031 abitanti della città metropolitana di Roma Capitale nel Lazio.
Si trova nell'area dei Monti Prenestini. Gli abitanti si chiamano sanvitesi (santuitisi in dialetto).

## Geografia fisica

### Territorio
Il comune sorge sui Monti Prenestini, non distante dal Monte Guadagnolo. La morfologia del territorio è collinare. Il centro urbano si trova a 655 m, mentre il punto più alto del comune, tocca quota 720 m. Nel territorio comunale incomincia il suo percorso il fiume Sacco.

### Clima
- Classificazione climatica: zona E, 2488 GR/G

Gli inverni sono freddi, umidi e nebbiosi, in quanto è circondato da castagni. La nevicata del 2012 ha toccato i 130 cm di altezza, rilevata al campo sportivo. L'estate è relativamente fresca.

## Storia
Mentre i dettagli sulle origini del paese restano ancora incerti, la prima menzione del Castrum Sancti Viti appare nel Regesto Sublacense del 1085, dove è presente tra le terre donate dal Signore di Paliano al Monastero di Subiaco. San Vito rimase possedimento dell'abbazia fino al 1180 quando divenne proprietà della famiglia Colonna, che ne ampliarono il castello.
Nel 1575, dopo una breve parentesi come feudo dei Massimo, passò ai Theodoli, famiglia nobiliare appartenente al patriziato romano originaria di Forlì e ancora oggi proprietari del castello. Fu Gerolamo Theodoli, vescovo di Cadice, ad acquistare il feudo per 20.000 scudi romani, assumendo su di sé il titolo di Conte di Ciciliano e Signore di San Vito e Pisoniano. Nel 1592 Theodolo Theodoli assunse il titolo di Marchese di San Vito, come suggerisce l'iscrizione presente all'interno dell'antica cappella del palazzo, mentre qualche decennio più tardi il cardinale Mario Theodoli, al partire dal 1640, promosse un significato intervento di espansione urbanistica, che da lui prenderà il nome di Borgo Mario Theodoli.
Carlo Theodoli e suo figlio Gerolamo si fecero prosecutori dell'opera di Mario, morto nel 1650, prima della fine dei lavori del borgo, della Chiesa dei Santi Sebastiano e San Rocco e dell'adiacente Convento dei Carmelitani, oggi sede municipale.
Occupato dai francesi durante il periodo napoleonico, seguì le sorti dello Stato Pontificio fino al 1870, quando questo venne definitivamente annesso al Regno d'Italia.
Con Regio Decreto del 16 maggio 1872 San Vito cambiò denominazione in San Vito Romano.

### Simboli
Lo stemma del Comune di San Vito Romano è stato riconosciuto con DPCM del 16 gennaio 1956.
È raffigurato san Vito con il cane, la palma del martirio e il libro dell'Evangelo tra le mani. Accanto una colonna d'argento ripresa dallo stemma dei principi Colonna di Genazzano, principi feudatari. Il campo rosso dello sfondo è ripreso dallo stemma dei Theodoli (di rosso, alla ruota d'oro). La composizione è sovrastata da un sole a 16 raggi che può avere un doppio significato: simbolo di eternità e grandezza oppure può essere ricondotto al blasone della famiglia Theodoli in cui è raffigurata una ruota raggiata d'oro.
Lo scudo è sormontato dalla Corona Muraria che contraddistingue l'ente territoriale di riferimento, il Comune, e sotto sono annodati due rami decussati: uno di alloro e uno di quercia.
Il gonfalone venne riconosciuto formalmente con decreto del presidente della Repubblica Giovanni Gronchi del 16 giugno 1956 e registrato il 13 luglio 1956 nel Registro Araldico dell'Archivio Centrale dello Stato.

## Monumenti e luoghi d'interesse

### Architetture religiose
- Chiesa di Santa Maria De Arce
- Chiesa dei Santi Sebastiano e Rocco
- Chiesa di San Vito Martire
- Chiesa di San Biagio Vescovo e Martire
- Santuario della Madonna di Compigliano

### Architetture militari
- Palazzo Theodoli

## Società

### Evoluzione demografica
Abitanti censiti

### Tradizioni e folclore

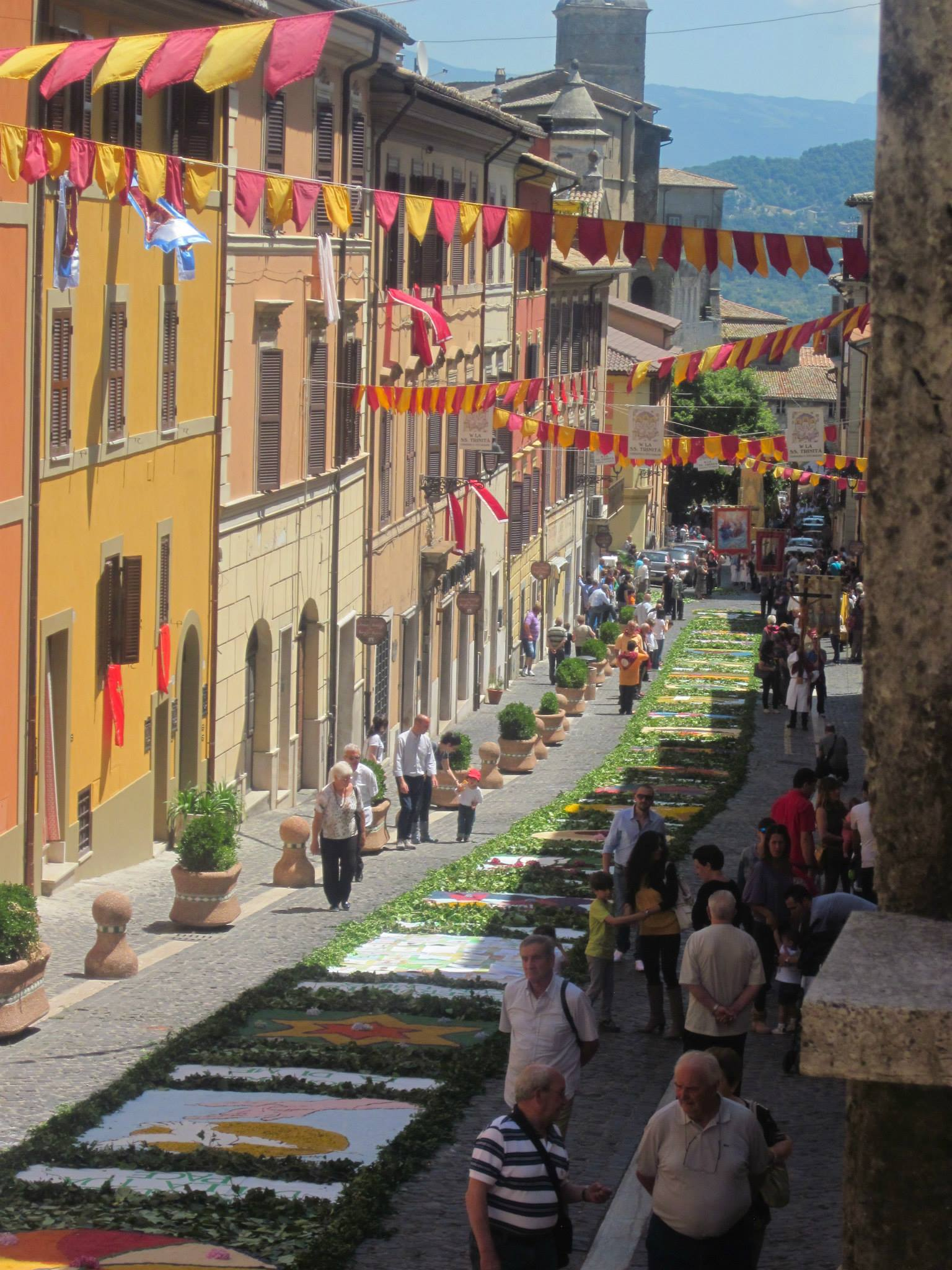
L'infiorata per la festa del patrono San Vito martire - giugno

- Festa di san Biagio; 2 e 3 febbraio - processione, fiera e distribuzione di ciambelle all'anice.
- Festa patronale di san Vito; 15 giugno o domenica vicina - tradizionale infiorata e processione.
- Festa della Madonnina di Compigliano; 22 agosto o domenica vicina - processione con caratteristica infiorata.

## Amministrazione
| Periodo        | Periodo        | Primo cittadino   | Partito                           | Carica  | Note        |
| -------------- | -------------- | ----------------- | --------------------------------- | ------- | ----------- |
| 3 giugno 1985  | 25 maggio 1990 | Armando Cenci     | Democrazia Cristiana              | Sindaco |             |
| 26 maggio 1990 | 13 giugno 1999 | Vincenzo Nanni    | Sinistra - PDS/PCI                | Sindaco | Due mandati |
| 14 giugno 1999 | 13 giugno 2004 | Guido Trinchieri  | Lista Civica                      | Sindaco |             |
| 13 giugno 2004 | 25 maggio 2014 | Amedeo Rossi      | Centro-sinistra                   | Sindaco | Due mandati |
| 26 maggio 2014 | in carica      | Maurizio Pasquali | Lista Civica - Obiettivo San Vito | Sindaco | Due mandati |

### Gemellaggio
- Sankt Veit im Mühlkreis

### Altre informazioni amministrative
- Fa parte della Comunità montana dei Monti Sabini, Tiburtini, Cornicolani e Prenestini

## Sport

### Calcio
L'A.S.D Audace è una società sportiva dilettantistica di calcio nata nel 2014 dalla fusione di tre squadre: A.S.D. Sanvitese Calcio, Audace Genazzano e A.S.D Empolitana Giovenzano; gioca le partite casalinghe presso il Campo Le Rose di Genazzano e milita nella eccellenza laziale.

### Hockey su prato
Il Club Hockey Libero San Vito 1967 è una società sportiva di hockey su prato che gioca le partite casalinghe presso il Campo Comunale  militante in Serie A1. Nel 2014 ha ospitato le finali italiane della categoria Under 17, le quali hanno visto la squadra ospitante come vincitrice.